# Falshomelix basicarinata
Falshomelix basicarinata är en skalbaggsart som beskrevs av Stefan von Breuning 1969. Falshomelix basicarinata ingår i släktet Falshomelix och familjen långhorningar. Inga underarter finns listade i Catalogue of Life.